# Justus Emanuel Szalatnay
Justus Emanuel Szalatnay z Nagy Szalatna (21. srpna 1834, Moraveč – 30. dubna 1910 Velim) byl český šlechtic, evangelický farář a hospodářský činitel na Kolínsku a Čáslavsku.

## Život a duchovní dráha
Pocházel ze starého uherského šlechtického rodu Szalatnayů z Nagy Szalatna. Jeho předkové přišli do Čech na konci 18. století a naturalizovali se zde. Justus Emanuel se narodil v Moravči, studoval ve Vídni a v Basileji. Roku 1857 se stal vikářem ve Velimi a o rok později farářem evangelické církve helvetského vyznání. Roku 1862 se oženil s Annou, ovdovělou Kulichovou, rozenou Dlaskovou (1815-1898). Roku 1871 se stal seniorem čáslavského seniorátu. Roku 1889 byl zvolen superintendentem (biskupem) české evangelické církve helvetského vyznání.

## Hospodářská činnost
Pro Velim a její okolí byl velmi významný nejen jako duchovní, ale i v oblasti hospodářského rozvoje obce. Dal postavit obecnou školu, evangelickou faru a ovlivnil postavení železniční zastávky ve Velimi. Zakoupil hospodářství, které evangelický sbor využíval i po jeho smrti. Stýkal se s vlivnými lidmi, mimo jiné s národohospodářem Františkem Horským, rytířem z Horskyfeldu, dále s majitelem Náchodského panství Vilémem ze Schaumburg-Lippe, Ferdinandem Hrejsou nebo s Tomášem G. Masarykem.
Podpořil vznik cukrovaru v Ovčárech a roku 1869 inicioval vznik továrny na kávové náhražky, cukrovinky a čokoládu, kterou založili, postavili a vlastnili jeho otec Jan Pavel a mladší bratr Josef Gustav Adolf Szalatnayové.

## Ocenění
Za své zásluhy o region byl v roce 1895 vyznamenán rakouským řádem Železné koruny III. třídy. Stal se čestným občanem Velimi a Moravče.